# Clongowes Wood College
Clongowes Wood College es uno de los mejores colegios irlandeses y del mundo privado de educación secundaria,[cita requerida] con internado, para chicos. Está enclavado cerca de Clane en County Kildare, Irlanda. Fue fundado por la Compañía de Jesús en 1814. Es uno de los más antiguos colegios católicos de Irlanda, conocido principalmente por su descripción en la novela semiautobiográfica de James Joyce, Retrato del artista adolescente. Uno de los muchos colegios jesuitas de Irlanda, tiene capacidad para 450 alumnos. En 2012 la tarifa por alumno era de 18.000 € anuales.